# マレリ九州
マレリ九州株式会社は、自動車用部品の製造を行う企業。マレリ株式会社が100%出資する連結子会社である。大分県宇佐市に本社を置き、宇佐市、中津市及び福岡県京都郡苅田町（日産自動車九州工場内）に工場を有する。

## 概要
1975年（昭和50年）に日産自動車が福岡県北東部の京都郡苅田町に九州工場（現日産自動車九州）を新設したことを受けて、日産の主要な自動車部品供給者であった日本ラヂヱーター及び関東精器がそれぞれ日産自動車九州工場に近接する大分県北西部に設けた工場が母体である。

## 沿革
- 1977年（昭和52年）2月 - 日本ラヂヱーター株式会社（1988年（昭和63年）にカルソニック株式会社に社名変更）が中津市に九州工場（現在のマレリ九州中津工場）を新設[1][4]。
- 1977年（昭和52年）3月 - 関東精器株式会社（1991年（平成3年）に株式会社カンセイに社名変更）が宇佐市に九州工場（現在のマレリ九州本社及び宇佐工場）を新設[1][4][5]。
- 1991年（平成3年）9月 - カルソニック株式会社が大分県宇佐市下拝田にカルソニック大分株式会社（現在のマレリ九州下拝田工場）を設立[1][2]。
- 2000年（平成12年） - カルソニック株式会社と株式会社カンセイが合併し、カルソニックカンセイ株式会社（2019年（令和元年）10月にマレリ株式会社に社名変更）となる。旧カンセイの九州工場（中津市）は九州工場第1地区（九州中津工場）、旧カルソニックの九州工場（宇佐市）は九州工場第2地区（九州宇佐工場）となる[1][2]。
- 2002年（平成14年）7月 - カルソニックカンセイ株式会社九州工場（第1地区及び第2地区）を分割するとともに、カルソニック大分株式会社と統合し、株式会社シーケーケーとする[1][2]。シーケーケー（CKK）は、カルソニックカンセイ九州（Calsonic Kansei Kyushu）を意味する[5]。
- ?年 - 株式会社シーケーケーから株式会社CKKに社名を変更する[2]。
- 2007年（平成19年）- 日産自動車九州工場内において、排気製品及び内装製品のインサイト生産を開始する（苅田工場）[1]。
- 2018年（平成30年）4月 - 株式会社CKKからカルソニックカンセイ九州株式会社に社名を変更する[1][6]。
- 2019年（令和元年）11月 - カルソニックカンセイ九州株式会社からマレリ九州株式会社に社名を変更する[7]。